# Prüfverfahren
Prüfverfahren dienen zur genauen oder stichprobenartigen Prüfung von Rohstoffen, Halb- und Fertigprodukten auf Verunreinigungen, fehlerhaftes Material, abweichende Maße oder unzulängliche Funktion et cetera. 
Viele dieser Verfahren sind in Normen (DIN-Normen, Önormen, ASTM) festgelegt, insbesondere für die Werkstoffprüfung (Reinmetalle wie Gold, Silber, Aluminium oder Legierungen) oder beispielsweise die Prüfung von Benzin, Diesel, Biodiesel und Schmierstoffen. Für Arzneistoffe sind die Spezifikationen und Prüfverfahren in Arzneibüchern präzise vorgeschrieben. Die gesetzliche Grundlage für das Arzneibuch in Deutschland bildet § 55 des Arzneimittelgesetzes. Auch für Lebensmittel (Beispiel: Food Chemicals Codex, Reinheitsgrad für Lebensmittelzusatzstoffe in den USA) und viele Bedarfsgegenstände gibt es exakte Vorgaben für die anzuwendenden Prüfverfahren. In der chemischen Industrie werden häufig sogn. „Hausmethoden“ als Prüfverfahren für Rohstoffe, Zwischen- und Fertigprodukte benutzt. Diese Methoden sind meist als Teil des Managementsystems dokumentiert und werden in Spezifikationsvereinbarungen mit Kunden und Lieferanten zum Bestandteil kaufmännischer Verträge.